# Bregmaceros
Bregmaceros – rodzaj morskich ryb z rodziny Bregmacerotidae.

## Występowanie
Występują w wodach strefy tropikalnej i subtropikalnej Oceanu Indyjskiego, Pacyfiku i Atlantyku.

## Klasyfikacja
Gatunki zaliczane do tego rodzaju:

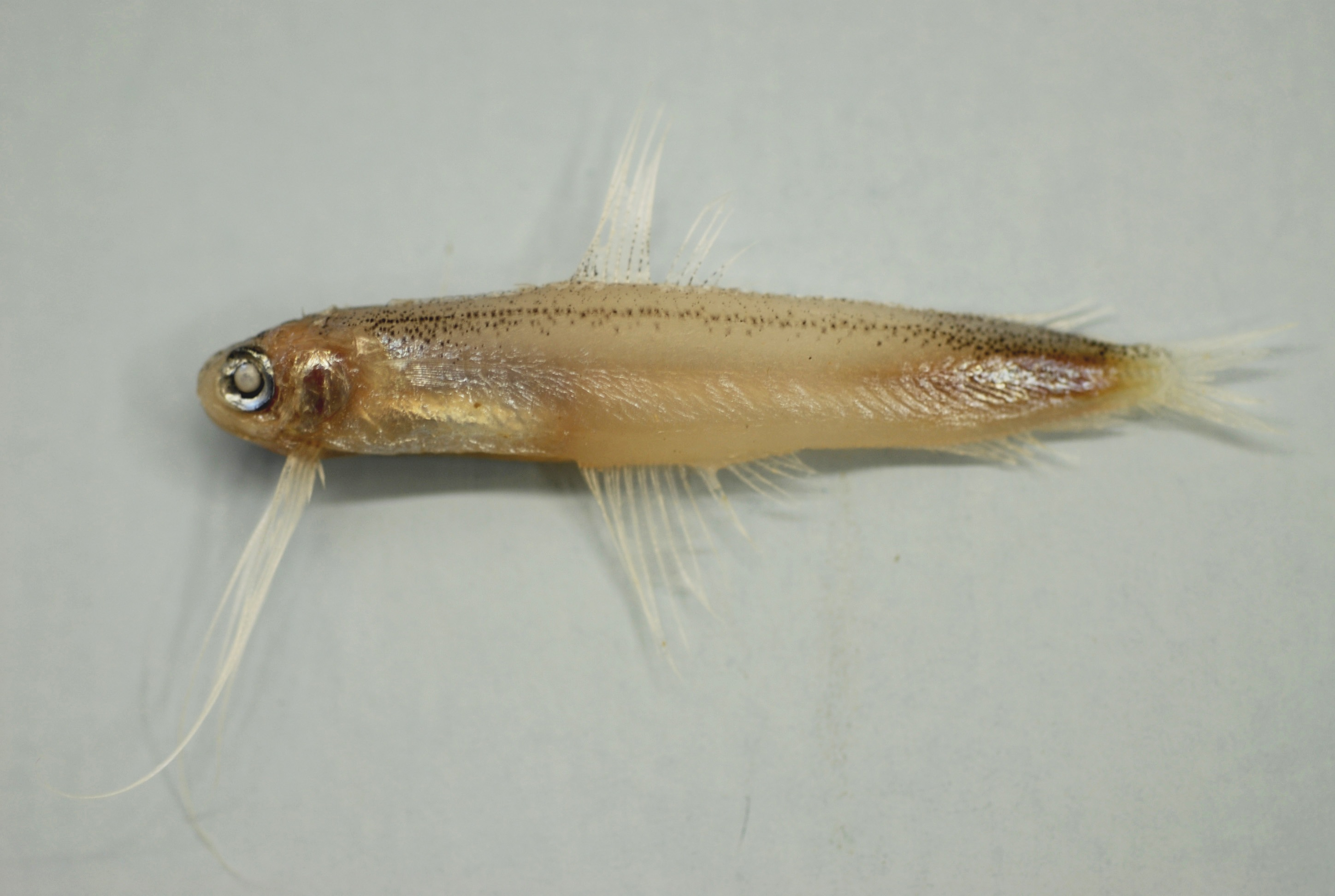
Bregmaceros arabicus
- Bregmaceros atlanticus
- Bregmaceros bathymaster
- Bregmaceros cantori
- Bregmaceros cayorum
- Bregmaceros houdei
- Bregmaceros japonicus
- Bregmaceros lanceolatus
- Bregmaceros mcclellandi – bregmaceron pospolity[3]
- Bregmaceros nectabanus
- Bregmaceros neonectabanus
- Bregmaceros pescadorus
- Bregmaceros pseudolanceolatus
- Bregmaceros rarisquamosus

- Bregmaceros atlanticus